# 1708
| [ Edytuj tabelę ]              | |
| Król Polski                    | - 1704 Stanisław Leszczyński 1709 |
| Współksiążęta Andory           | - 1695 Julià Cano i Thebar 1714 - 1643 Ludwik XIV 1715                                                                                     |
| Elektor Bawarii                | - 1679 Maksymilian II Emanuel 1726 |
| Sułtan Brunei                  | - 1705 Hussin Kamaluddin 1730 |
| Cesarz Chin                    | - 1661 Kangxi 1722 |
| Król Czech                     | - 1705 Józef I Habsburg 1711 |
| Król Danii                     | - 1699 Fryderyk IV 1730 |
| Dalajlama                      | - 1708 Kelzang Gjaco 1757 |
| Cesarz Etiopii                 | - 1706 Tekle Hajmanot I 1708 - 1708 Teofil 1711                                                                                            |
| Król Francji                   | - 1643 Ludwik XIV 1715 |
| Król Hiszpanii                 | - 1700 Filip V 1724 |
| Landgraf Hesji-Kassel          | - 1670 Karol I Heski 1730 |
| Stadhouder Holandii            | - 1702 drugi okres bez stadhoudera 1747 |
| Szach Iranu                    | - 1694 Sultan Husajn 1722 |
| Państwo Wielkich Mogołów       | - 1707 Bahadur Szach I 1712 |
| Król Irlandii                  | - 1702 Anna Stuart 1714 |
| Cesarz Japonii                 | - 1687 Higashiyama 1709 |
| Kalif                          | - 1703 Ahmed III 1736 |
| Patriarcha Konstantynopola     | - 1707 Cyprian I 1709 |
| Władca Korei                   | - 1674 Sukjong 1720 |
| Książę Kurlandii i Semigalii   | - 1698 Fryderyk Wilhelm Kettler 1711 |
| Książę Liechtensteinu          | - 1699 Jan Adam I 1712 |
| Sułtan Maroka                  | - 1672 Maulaj Isma’il 1727 |
| Książę Monako                  | - 1701 Antoni I 1731 |
| Król Nawarry                   | - 1643 Ludwik XIV 1710 |
| Król Norwegii                  | - 1699 Fryderyk IV 1730 |
| Sułtan Omanu                   | - 1692 Sajf I ibn Sultan 1711 |
| Elektor Palatynatu             | - 1690 Jan Wilhelm 1716 |
| Papież                         | - 1700 Klemens XI 1721 |
| Książę Parmy i Piacenzy        | - 1694 Franciszek 1727 |
| Król Portugalii                | - 1706 Jan V 1750 |
| Król w Prusach                 | - 1701 Fryderyk I 1713 |
| Car Rosji                      | - 1682 Piotr I Wielki 1725 |
| Cesarz Rzymski (niemiecki)     | - 1705 Józef I Habsburg 1711 |
| Kapitanowie Regenci San Marino | - 1707 Federico Gozi Francesco Moracci 1708 - 1708 Giuliano Belluzzi Tommaso Ceccoli 1708 - 1708 Marino Enea Bonelli Baldassarre Tini 1709 |
| Elektor Saksonii               | - 1694 Fryderyk August I (król Polski) 1733                                                                                                |
| Król Szwecji                   | - 1697 Karol XII 1718 |
| Król Tajlandii                 | - 1703 Luang Sorasak 1709 |
| Sułtan Turków                  | - 1703 Ahmed III 1730 |
| Doża Wenecji                   | - 1700 Alvise Mocenigo 1709 |
| Król Węgier                    | - 1705 Józef I 1711 |
| Monarcha Wielkiej Brytanii     | - 1707 Anna Stuart 1714 |

Rok 1708 / MDCCVIII
stulecia: XVII wiek ~
XVIII wiek ~
XIX wiek

lata: 1698 «
1703 «
1704 «
1705 «
1706 «
1707 «
1708
» 1709
» 1710
» 1711
» 1712
» 1713
» 1718

## Wydarzenia w Polsce
- 28 stycznia – III wojna północna: Szwedzi zajęli Grodno.
- lato - odnotowano przypadki dżumy w Toruniu i Królewcu
- 21 listopada – bitwa pod Koniecpolem pomiędzy konfederatami sandomierskimi a wojskami Stanisława Leszczyńskiego.
- październik – odnotowano przypadki dżumy w Tolkmicku i Tczewie

## Wydarzenia na świecie
- 15 stycznia – Niemiec Johann Friedrich Böttger opracował recepturę europejskiej porcelany.
- 23 marca – pretendent do tronu Szkocji i Anglii Jakub Franciszek Edward Stuart podjął nieudaną próbę lądowania w Szkocji na czele floty francuskiej. Próba desantu francuskiego wspierającego Szkotów została udaremniona jeszcze na wodach Kanału przez Royal Navy.
- 25 kwietnia – wojna o sukcesję hiszpańską: bitwa pod Almansą.
- 11 lipca – wojna o sukcesję hiszpańską: bitwa pod Oudenaarde.
- 14 lipca – III wojna północna: zwycięstwo Karola XII nad Rosjanami w bitwie pod Hołowczynem.
- 4 sierpnia – powstanie Rakoczego: w bitwie pod Trenczynem Węgrzy zostali pobici. Daremnie oczekiwali pomocy rosyjskiej.
- 18 sierpnia-11 grudnia – wojna o sukcesję hiszpańską: oblężenie Lille.
- 22 września – III wojna północna: zwycięstwo Szwedów na Rosjanami i Kałmukami pod Smoleńskiem.
- 28 września – wojna o sukcesję hiszpańską: zwycięstwo wojsk angielsko-austriacko-holenderskich nad francuskimi w bitwie pod Wijendaal.
- Październik – powstanie Rakoczego na Węgrzech: Węgrzy utracili twierdze Szolnok i Sárospatak.
- 9 października – III wojna północna: pierwsze w historii zwycięstwo Rosjan nad Szwedami w otwartej bitwie pod Leśną.
- 11 grudnia – wojna o sukcesję hiszpańską: skapitulowała twierdza Lille.
- 21 grudnia – zwycięstwo Francuzów pod St. John’s. Francuzi opanowali całe wschodnie wybrzeże Nowej Fundlandii.

- Przełom 1708 i 1709 roku straszliwy mróz w Europie. Wielu ludzi zginęło z głodu (zwłaszcza we Francji).
- John Churchill, 1. książę Marlborough i Sarah Churchill stracili łaski królowej Anny, które zyskali Robert Harley i kierowana przezeń Abigail Masham.
- 1708-1709 rozgrywka parlamentarna w sprawie kalwinistów naturalizowanych w Wielkiej Brytanii (uciekinierów z północnych Niemiec zdominowanych przez luteranizm). Wigowie bronili ich praw, torysi zaś – Anglikanów.
- Thomas Newcomen wynalazł silnik parowy, który w ciągu XVIII wieku będzie stosowany we wszystkich krajach europejskich (nawet w Rosji).
- Baptyści ze Schwarzenau wyemigrowali do Ameryki Płn.
- Jerzy I Hanowerski uzyskał potwierdzenie tytułu elektora Rzeszy (Kurfürst) od cesarza.
- Austria podjęła akcję zbrojną przeciw Państwu Kościelnemu i papieżowi w Italii.
- Józef I Habsburg poparł prawa protestantów, które gwarantował pokój w Altranstädt.
- Powstał pierwszy stały teatr wiedeński; Theater am Kärntnertor.

## Urodzili się
- 16 stycznia - Józef Stanisław Sapieha, polski duchowny katolicki, biskup koadiutor wileński (zm. 1754)
- 29 stycznia - Anna Romanowa, rosyjska cesarzówna, księżna Holsztynu (zm. 1728)
- 9 lutego - Egidio Romualdo Duni, włoski kompozytor (zm. 1775)
- 23 kwietnia – Friedrich von Hagedorn, pisarz niemiecki (zm. 1754)
- 9 maja - Jan Dominik Łopaciński, polski duchowny katolicki, biskup żmudzki (zm. 1778)
- 30 maja - Daniel Gralath, gdański uczony, burgrabia, burmistrz Gdańska (zm. 1767)
- 21 września – Antioch Kantemir, rosyjski poeta klasycystyczny i dyplomata (zm. 1744)
- 8 grudnia – Franciszek III Stefan, książę Lotaryngii, późniejszy cesarz rzymsko-niemiecki Franciszek I Stefan (zm. 1765)
- data dzienna nieznana: 
  - Antoni Duchnowski, polski ksiądz katolicki, kanonik inflancki (zm. 1774)

## Zmarli
- 11 maja – Jules Hardouin-Mansart, francuski architekt (ur. 1646)
- 6 maja – Franciszek de Montmorency Laval, pierwszy biskup Nowej Francji, święty katolicki (ur. 1623)
- 11 października – Ehrenfried Walther von Tschirnhaus – wynalazca europejskiej porcelany (ur. 1651)
- 22 października – Herman Witsius, holenderski teolog i reformator religijny (ur. 1636)
- 28 grudnia – Joseph Pitton de Tournefort, francuski botanik (ur. 1656)
- Data dzienna nieznana:
- Kondratij Buławin, przywódca powstania kozacko-chłopskiego w Rosji

## Święta ruchome
- Tłusty czwartek: 16 lutego
- Ostatki: 21 lutego
- Popielec: 22 lutego
- Niedziela Palmowa: 1 kwietnia
- Wielki Czwartek: 5 kwietnia
- Wielki Piątek: 6 kwietnia
- Wielka Sobota: 7 kwietnia
- Wielkanoc: 8 kwietnia
- Poniedziałek Wielkanocny: 9 kwietnia
- Wniebowstąpienie Pańskie: 17 maja
- Zesłanie Ducha Świętego: 27 maja
- Boże Ciało: 7 czerwca